# Paweł Chlebowski
Paweł Chlebowski SchP (imię zakonne Paweł od św. Jacka, ur. 28 marca 1740 na Białorusi, zm. 10 września 1821 w Dąbrowicy) – pijar, pedagog.
Do zakonu pijarów wstąpił w Lubieszowie na Polesiu w roku 1754. Przez wiele lat uczył języków obcych w Collegium Nobilium pijarów w Wilnie, później został rektorem kolegium w Dąbrowicy. W latach 1811–1814, będąc prowincjałem litewskim przyczynił się do reorganizacji kilkunastu zakonnych placówek oraz parafialnych szkół prowadzonych przez pijarów. Autor dwóch publikacji: Zdania o przyczynkach upadku państw (Wilno 1772) i Gramatyka francuska dla pożytku szlachetnej młodzi (Wilno 1776).